# Сегунда Амплијасион Алто дел Чихол (Пануко)
Сегунда Амплијасион Алто дел Чихол (шп. Segunda Ampliación Alto del Chijol) насеље је у Мексику у савезној држави Веракруз у општини Пануко. Насеље се налази на надморској висини од 17 м.

## Становништво
Према подацима из 2010. године у насељу је живело 5 становника.

### Хронологија
| Година       | 2000       | 2005 | 2010 |
| ------------ | ---------- | ---- | ---- |
| Становништво | 12 (6 / 6) | 5    | 5    |

### Попис
| # | Индикатор                     | Вредност |
| - | ----------------------------- | -------- |
| 1 | Укупно домаћинстава           | 2        |
| 2 | Укупно насељених домаћинстава | 2        |
| 3 | Величина локације             | 1        |